# Josef Bílý
 Josef Bílý  (ur. 30 czerwca 1872 w Zbonínie, zm. 1 października 1941 w Pradze) – czeski generał.

## Biogram
Ukończył korpus kadetów w Trieście i Wyższą Szkołę Wojskową w  Wiedniu. Od tej pory oficer wojska austro-węgierskiego.
Podczas I wojny światowej dowódca pułku na froncie rosyjskim, następnie na włoskim.
Od 1918 oficer w wojsku czechosłowackim. W latach 1928–1935 ziemski komendant wojskowy w Czechach. Od 1921 generał brygady, z 1928 generał dywizji i z 1931 generał armii. W 1935 odszedł na emeryturę.

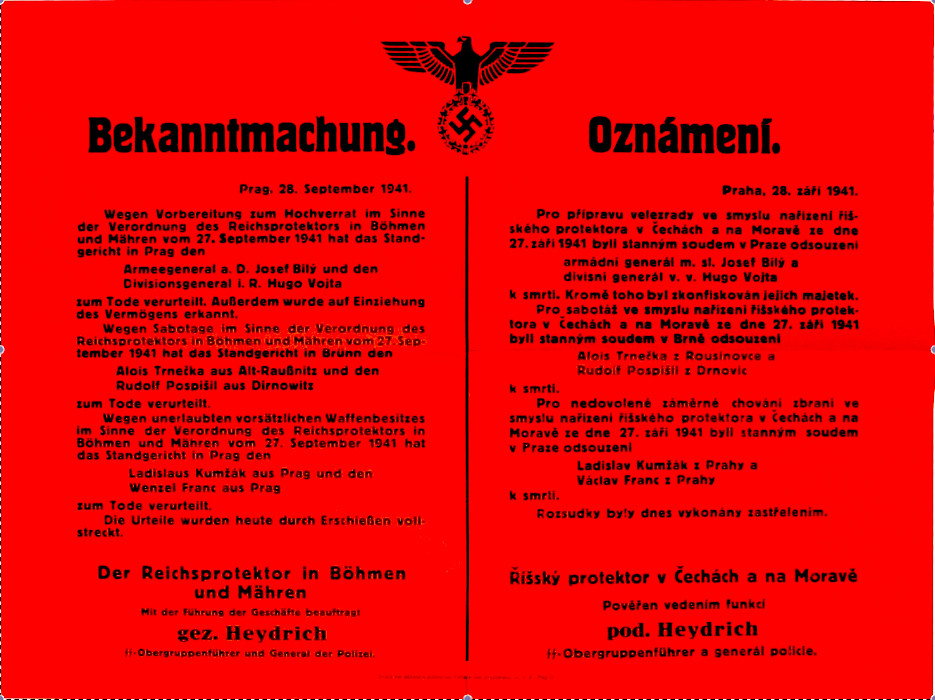
Obwieszczenie Reinharda Heydricha mówiące o egzekucji Josefa Bílýego i innych członków ruchu oporu

Na początku okupacji niemieckiej dowodził organizacją wojskowego ruchu oporu Obrona Narodu (już od grudnia 1939 żył w podziemiu). Jesienią 1940 aresztowany przez Gestapo i rok później stracony.

## Odznaczenia
- Order Lwa Białego I klasy – 2018, pośmiertnie[1]
- Order Milana Rastislava Štefánika II Klasy – 1992, pośmiertnie[2]
- Krzyż Wojenny Czechosłowacki 1939 – pośmiertnie
- Komandor Orderu Legii Honorowej – Francja
- Oficer Orderu Legii Honorowej – Francja